# Wasserturm Ghlin
Der Wasserturm Ghlin (französisch Château d’Eau de Ghlin) ist ein architektonisch interessanter Wasserturm in Ghlin, westlich der belgischen Stadt Mons. Der vom Ingenieurbüro Franki entworfene Turm ist 52,5 Meter hoch und hat einen Behälter mit 2000 m³ Fassungsvermögen. Er wurde am 11. Februar 2015 in Betrieb genommen.
Noch im selben Jahr wurde er mit dem Grand Prix d’Architecture de Wallonie in der Kategorie Espaces publics et ouvrages d’art (Öffentliche Räume und Kunstwerke) ausgezeichnet. Zudem wurde er für den belgischen Architekturpreis 2015 nominiert.